# Pica-pau-dourado-escuro
O pica-pau-dourado-escuro (Piculus chrysochloros) é uma espécie de ave da subfamília Picinae da família dos  pica-paus Picidae. É encontrado no Panamá e em todos os países da América do Sul continental, exceto Chile e Uruguai.

## Etimologia
O nome da espécie deriva do latim e do grego, sendo: do latim, piculos = diminutivo de picus = pequeno pica-pau; e do grego, khrusos = dourado; e khlöros = verde.

## Taxonomia e sistemática

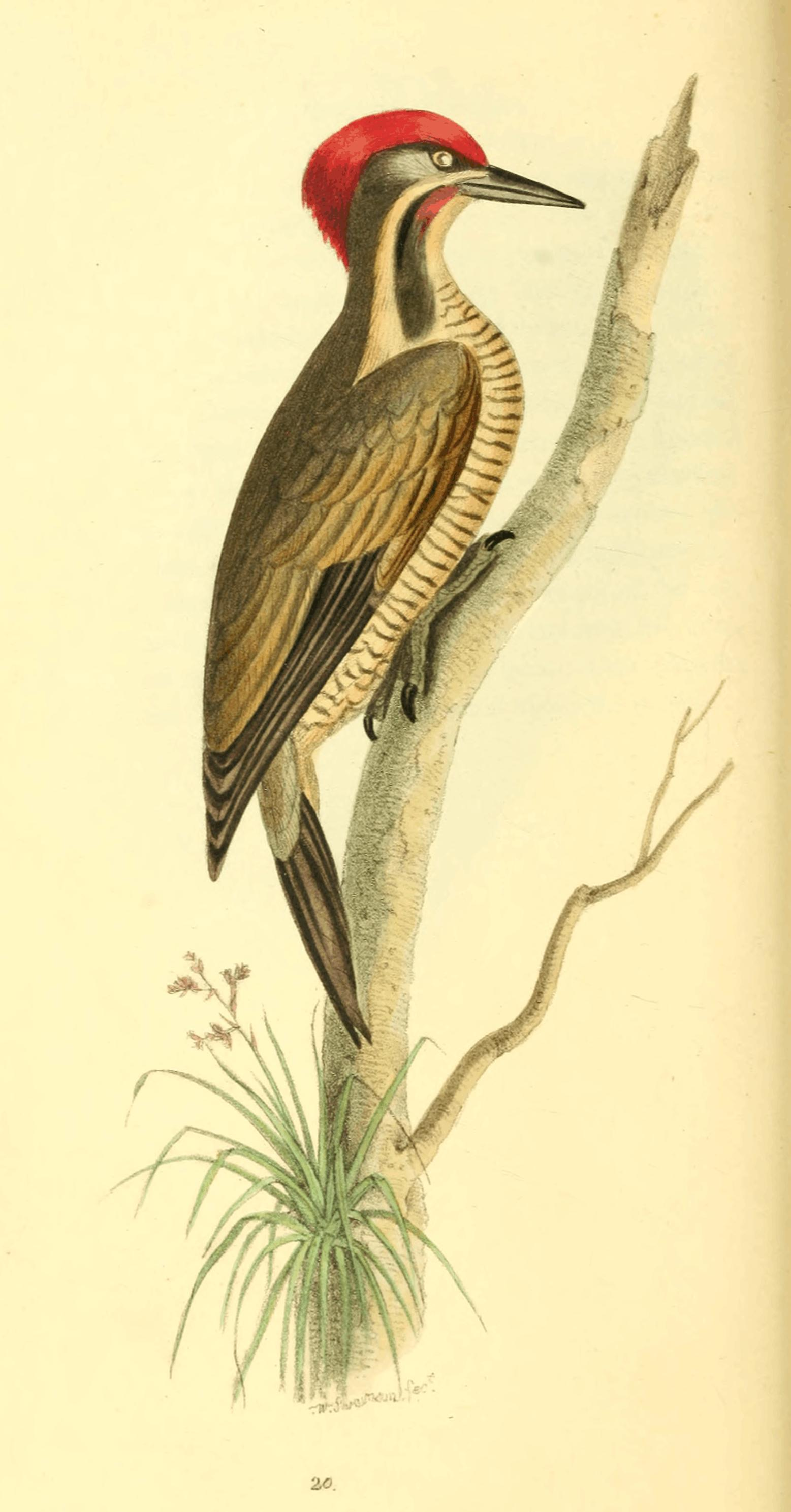
Piculus chrysochloros Swainson, 1820

A taxonomia do pica-pau-dourado-escuro é instável. O Comitê Ornitológico Internacional (COI) e a taxonomia de Clements reconhecem essas seis subespécies:
- P.c. xantocloro (Sclater, P.L. & Salvin, 1875)
- P.c. capistratus (Malherbe, 1862)
- P.c. laemostictus (Todd, 1937)
- P.c. parensis (Snethlage, E., 1907)
- P.c. polyzonus (Valenciennes, 1826)
- P.c. crisocloro (Vieillot, 1818)

O Manual das Aves do Mundo da BirdLife International subdivide ainda mais o pica-pau-dourado-escuro adicionando as três subespécies P. c. aurosus, P. c. guianensis e P. c. hypochryseus, mas não lista seus criadores. No entanto, um estudo de 2013 descobriu que não são "unidades diagnosticáveis".
A subespécie P. c. xanthochlorus às vezes foi tratada como uma espécie separada.
Alguns autores tratam o pica-pau-dourado-escuro e o pica-pau-de-sobrancelha-amarela (P. aurulentus) como uma superespécie.

## Descrição
O pica-pau-dourado-escuro tem um comprimento de 18 a 27 cm e pesa de 55 a 91 g (1,9 a 3,2 oz). Machos e fêmeas têm a mesma plumagem, exceto na cabeça. Machos da subespécie nomeada P. c. os chrysochloros são vermelhos da testa à nuca, têm verde-oliva dos lores ao redor dos olhos e na lateral do pescoço e, sucessivamente, uma faixa amarela pálida, uma curta faixa malar vermelha e uma faixa verde-oliva abaixo dessa área. O queixo e a parte superior da garganta são amarelos. A fêmea não tem vermelho na cabeça; sua testa até a nuca é verde-oliva e tem uma área malar marrom-oliva. Os adultos possuem partes superiores verde-oliva. Suas penas de vôo são marrom-oliva mais escuras e sua cauda marrom-oliva escura. Suas partes inferiores são amarelas pálidas com barras marrom-oliva. Seu bico comprido é cinza escuro a preto com uma base mais pálida, sua íris é de branca a branca azulada e as pernas são verde acinzentadas. Os mais jovens são geralmente mais opacos do que os adultos e têm barras menos definidas em suas partes inferiores.
A subespécie P. c. xanthochlorus é menor e o amarelo é mais brilhante que o nominal, assim como a fêmea tem uma coroa amarela. A subespécie P.c. capistratus é muito grande e tem um verde oliva mais escuro acima, com menos vermelho na área malar, e branco esverdeado em vez de amarelo em suas partes inferiores. P.c. paraensis é de tamanho intermediário. A faixa da bochecha, a garganta e a cor base das partes inferiores são amarelo-canela. Os machos têm um malar verde, não vermelho, e as fêmeas têm uma coroa amarelo-esverdeada. P.c. laemostictus é grande e bastante escuro, com uma garganta esbranquiçada lisa. P.c. polyzonus também é grande, com uma faixa amarela pálida na bochecha e na garganta e uma cor de base amarela na parte inferior.

## Distribuição e habitat
As subespécies do pica-pau-dourado-escuro são encontradas assim:
- P.c. xanthochlorus, leste do Panamá, norte da Colômbia e norte da Venezuela;
- P.c. capistratus, do sudeste da Colômbia ao sul através do leste do Equador até o norte do Peru, e do leste através das Guianas até o Brasil ao norte da Amazônia;
- P.c. laemostictus, do leste do Peru e norte da Bolívia, do leste ao centro do Brasil, ao sul da Amazônia;
- P.c. paraensis, nordeste do Brasil, centrado em Belém;
- P.c. polyzonus, sudeste do Brasil entre os estados da Bahia e Rio de Janeiro; e
- P.c. chrysochloros, centro e sul do Brasil, leste da Bolívia, oeste do Paraguai e norte da Argentina.

O pica-pau-dourado-escuro habita uma grande variedade de paisagens, a maioria delas arborizadas em algum grau. Eles incluem terra firme e floresta de várzea, floresta tropical, floresta decídua e áreas mais abertas como cerrado arborizado, pastagens e clareiras. Em elevação varia desde o nível do mar na costa atlântica até 450 m (1 500 pé) no noroeste da Venezuela, para 650 m (2 100 pé) no sul da Venezuela, para 500 m (1 600 pé) na Colômbia, para 650 m (2 100 pé) no Peru, e para 600 m (2 000 pé), mas geralmente apenas para 300 m (1 000 pé), no Equador.

## Comportamento

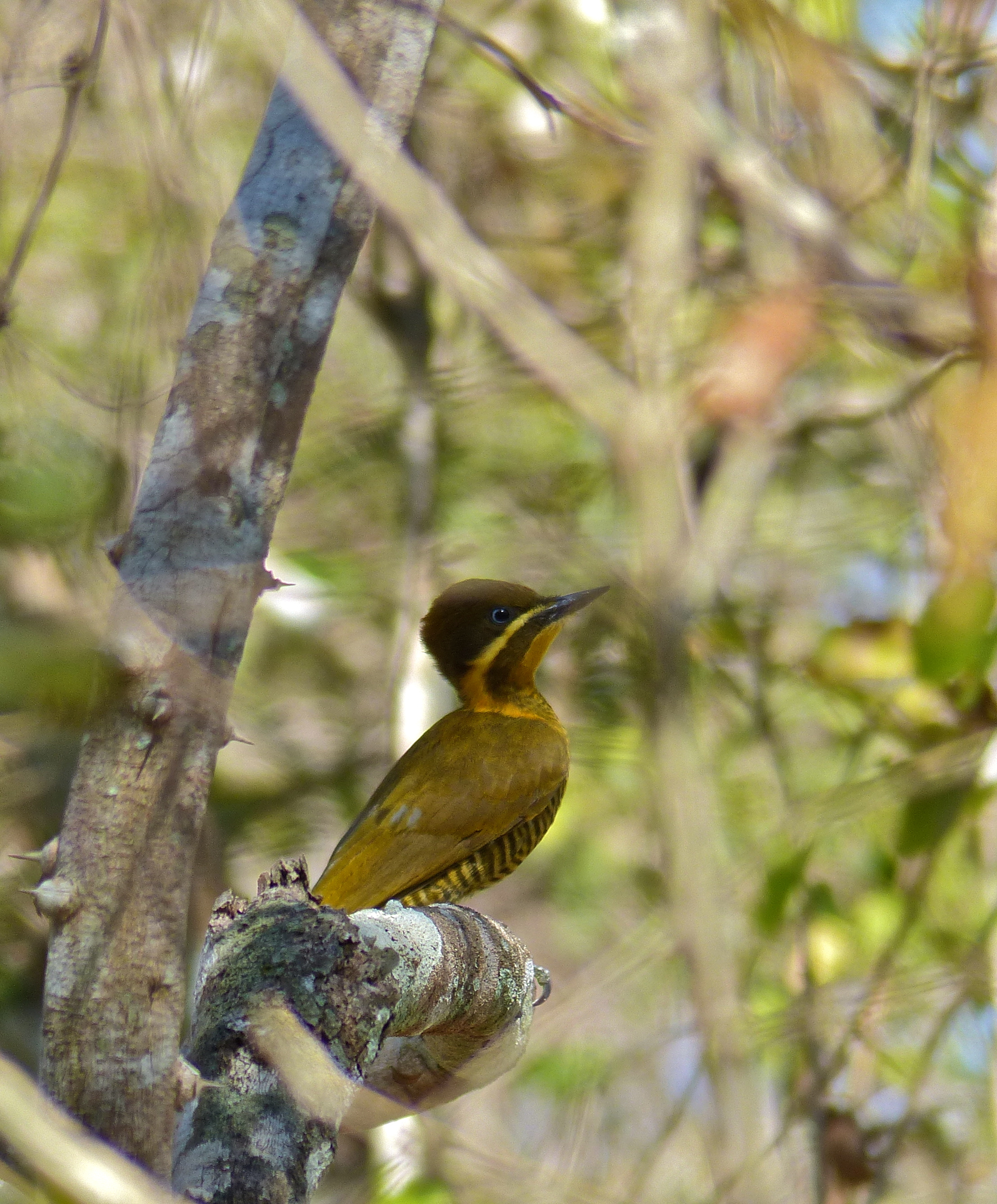
Um pica-pau-dourado-escuro em uma árvore

### Movimento
O pica-pau-dourado-escuro pode ser avistado durante todo o ano em sua área de abrangência.

### Alimentação
O pica-pau-dourado-escuro se alimenta principalmente no subdossel e no dossel da floresta, sozinho, em pares ou como parte de um bando com outras espécies. Geralmente se alimenta de espigas e também bica e escava para alcançar a presa. Sua dieta não foi estudada, mas sabe-se que inclui formigas e cupins.

### Reprodução
A época de reprodução do pica-pau-dourado-escuro não é bem conhecida, mas parece variar geograficamente. A reprodução foi registrada entre fevereiro e março na Colômbia e em setembro na Argentina. Escava sua cavidade de ninho em uma árvore ou no ninho de insetos arbóreos. O tamanho da ninhada, o período de incubação, o tempo até a emplumação e os detalhes dos cuidados parentais não são conhecidos.

### Vocalização
A canção do pica-pau-dourado-escuro é uma "série de 15 notas 'schraah' quase sem tom e roucas, soando como um bebê chorando histericamente".

## Conservação
A União Internacional para a Conservação da Natureza (IUCN) avaliou o pica-pau-dourado-escuro como sendo de menor preocupação. Como motivos, por possuir um alcance extremamente grande e uma população estimada de pelo menos meio milhão de indivíduos com maturidade sexual, embora se acredite que esta última esteja diminuindo. Nenhuma ameaça imediata foi identificada. É considerado de raro a "não incomum" em diferentes partes de sua distribuição e ocorre em várias áreas protegidas. Por outro lado, "apesar de [seu] grande alcance, esta espécie não é particularmente conhecida."